# Naughty America
Naughty America é uma rede de 40 sites com conteúdo de filmes pornográficos heterosexuais explícitos, focados no gênero "mulheres maduras", apesar de também produzirem filmes com atrizes de outras faixas etárias. A maior parte do seu conteúdo é composto por pornô real(gonzo), apesar dos figurinos e locações terem um padrão sofisticado, além de possuírem algum tipo de estória. Também se diferencia por dar mais importância aos atores masculinos que a maioria das produtoras, também foi a primeira produtora a capturar e disponibilizar todo seu conteúdo no padrão 4K. A partir de 2010 focou sua distribuição através da Internet, em diversos formatos e resoluções, através dos seus 40 sites e principalmente do site da rede, que é o único meio de associação e pagamento, lançando apenas parte da produção em mídias físicas através da Pureplay Media. Seus estúdios estão em Los Angeles, Califórnia, e seus escritórios corporativos estão em San Diego, Califórnia. A Naughty America é propriedade da La Touraine, Inc..
A empresa foi fundada em junho de 2000 com uma equipe pequena sob a marca SoCal Cash, mudando a sua marca em março de 2004 para Naughty America.

## Prêmios
A produtora foi indicada para o AVN Award em muitas ocasiões. Em 2008, a Naughty America/Pure Play Media venceu o prêmio AVN na categoria Melhor Série de Temática Étnica (Asiática) pela série Asian 1 on 1.